# Albuca homblei
Albuca homblei är en sparrisväxtart som beskrevs av De Wild. Albuca homblei ingår i släktet Albuca och familjen sparrisväxter.
Artens utbredningsområde är Kongo-Kinshasa. Inga underarter finns listade i Catalogue of Life.